# Miguel Asensi
Miguel Asensi Martín (Liria, 1879-Onteniente, 24 de mayo de 1945) fue un compositor y director de banda español.

## Biografía
Nacido el 21 de febrero de 1879 en la localidad valenciana de Liria, inició su formación musical con su tío Francisco Asensi que dirigía la Música Vieja de Liria. Tras abandonar la carrera eclesiástica culminó su formación musical con Salvador Giner. A principios del siglo XX se instaló en Madrid donde cultivó el teatro lírico, estrenando zarzuelas como La herencia roja (1909) o El barrio latino (1915). Regresó a Valencia para dedicarse a la enseñanza aunque continuó cultivando la composición, tanto de obras escénicas como de música religiosa, sinfónica, coral (Cançons d'alegria, Cançons per al poble) y canciones escolares. Destaca su tarea compositiva con libretos de sarsuela en valenciano, como A la vora del riu, mare (1919) o El toc del caracol (estrenado en 1938, en plena guerra civil española).
Entre 1910 y 1912 fue director titular la Unión Musical de Liria, banda a la que estuvo muy vinculado desde su fundación. Varios años después, asumió la dirección del Institut Musical Giner en Valencia y de la Banda de Música de Onteniente. Falleció el 24 de mayo de 1945 en Onteniente.  En 1963 se le dio su nombre a una calle en Valencia, en el barrio de Nou Moles.